# Lynn Redgrave
Lynn Rachel Redgrave (Londen, 8 maart 1943 - Kent, 2 mei 2010) was een Engels-Amerikaans actrice. Zij werd in 1967 genomineerd voor een Oscar voor haar hoofdrol in Georgy Girl en nogmaals in 1999 voor haar bijrol in Gods and Monsters. Meer dan vijf andere acteerprijzen werden Redgrave daadwerkelijk toegekend, waaronder een Golden Globe voor Georgy Girl en zowel een tweede Globe als een Independent Spirit Award voor Gods and Monsters. In 2001 werd ze benoemd tot Officier in de Orde van het Britse Rijk voor haar verdiensten. In datzelfde jaar nam Redgrave de Amerikaanse nationaliteit aan.
Redgrave maakte in 1963 haar film- en acteerdebuut als Susan in de boekverfilming Tom Jones. Inmiddels speelde ze meer dan veertig filmrollen, meer dan zeventig inclusief die in televisiefilms. Daarnaast verscheen ze als wederkerende personages in meer dan 140 afleveringen van verschillende televisieseries. Redgraves meest omvangrijke rollen daarin waren die als Trudy Frank in Rude Awakening en die als Ann Anderson in House Calls . Ze had eenmalige gastrollen in meer dan tien andere series, zoals Kojak, The Love Boat, Murder, She Wrote, Desperate Housewives, Law & Order: Criminal Intent en Ugly Betty.
Redgrave komt uit een familie die bol staat van acteurs en actrices. Ze is een dochter van Michael Redgrave en Rachel Kempson en zodoende ook de zus van Corin en Vanessa Redgrave. Dit maakt haar de tante van haar eveneens acterende nichtjes Jemma Redgrave, Joely Richardson en de in 2009 verongelukte Natasha Richardson. Redgrave trouwde zelf in 1967 met acteur (met een bescheidener cv) John Clark. Samen kregen zij een zoon en twee dochters. Hun huwelijk kwam in 2000 ten einde.
Begin mei 2010 overleed Lynn Redgrave op 67-jarige leeftijd aan de gevolgen van borstkanker, nog geen maand nadat haar broer Corin ook aan kanker was overleden.

## Filmografie
*Exclusief 30+ televisiefilms
| - My Dog Tulip (2009) - Confessions of a Shopaholic (2009) - The Jane Austen Book Club (2007) - The White Countess (2005) - Kinsey (2004) - Peter Pan (2003) - Charlie's War (2003) - Anita and Me (2002) - Hansel & Gretel (2002) - The Wild Thornberrys Movie (2002, stem) - Unconditional Love (2002) - Spider (2002) - My Kingdom (2001) - Venus and Mars (2001) - How to Kill Your Neighbor's Dog (2000) - Deeply (2000) - The Next Best Thing (2000) - The Simian Line (2000) - Lion of Oz (2000, stem) - The Annihilation of Fish (1999) - Touched (1999) | - Strike! (1998) - Gods and Monsters (1998) - Shine (1996) - Midnight (1989) - Getting It Right (1989) - Morgan Stewart's Coming Home (1987) - Sunday Lovers (1980) - The Big Bus (1976) - The Happy Hooker (1975) - The National Health (1973) - Everything You Always Wanted to Know About Sex (But Were Afraid to Ask) (1972) - Every Little Crook and Nanny (1972) - ¡Viva la muerte... tua! (1971, aka Don't Turn the Other Cheek) - Last of the Mobile Hot Shots (1970) - The Virgin Soldiers (1969) - Smashing Time (1967) - The Deadly Affair (1966) - Georgy Girl (1966) - Girl with Green Eyes (1964) - Tom Jones (1963) |

## Televisieseries
*Exclusief eenmalige gastrollen
- Me, Eloise - Nanny (2006-2007, vijf afleveringen)
- Rude Awakening - Trudy Frank (1998-2001, 55 afleveringen)
- Chicken Soup - Maddie Peerce (1989-1990, twaalf afleveringen)
- Teachers Only - Diana Swanson (1982-1983, 21 afleveringen)
- House Calls - Ann Anderson (1979-1981, 41 afleveringen)
- Centennial - Charlotte Buckland Seccombe (1978-1979, twaalf afleveringen)